# Mehana à Laznica
La mehana à Laznica (en serbe cyrillique : Механа у Лазници ; en serbe latin : Mehana u Laznici) se trouve à Laznica, dans la municipalité de Žagubica et dans le district de Braničevo, en Serbie. Elle est inscrite sur la liste des monuments culturels protégés de la République de Serbie (identifiant no SK 1715).

## Présentation
Située au centre du village, la vieille mehana de Laznica a été construite dans la seconde moitié du XIXe siècle. Elle appartient au type standard de la taverne, avec un porche-galerie situé sur la façade nord de l'édifice, et elle se présente comme un bâtiment commercial et résidentiel de type « développé ».
De plan rectangulaire, elle mesure 25,10 m sur 14,20. Elle est constituée d'un rez-de-chaussée et d'une cave à demi enterrée. Les fondations et les murs sont faits de pierres concassées et le toit à quatre pans est recouvert de tuiles.
L'espace intérieur est divisé en trois parties. Au centre se trouve la mehana avec des pièces annexes tandis que d'un côté se trouvent des chambres à louer et de l'autre l'habitation du propriétaire.
La vieille mehana a été récemment démolie mais il existe un projet de reconstruction vu l'importance de ce bâtiment pour la compréhension de l'architecture traditionnelle de la Serbie.

### Note
1. ↑  Une mehana est une sorte d'auberge et de taverne.